# ロビン・ホブ
ロビン・ホブ（Robin Hobb）は、アメリカ合衆国カリフォルニア州生まれの女流小説家、ファンタジー作家。
マーガレット・アストリッド・リンドーム・オグデン（Margaret Astrid Lindholm Ogden1952年3月5日 - ）の2番目のペンネームである。
1983年から1992年まで、メガン・リンドーム（Megan Lindholm）名義で作品を発表し、
1995年より「ファーシーアの一族」を執筆し始めてからロビン・ホブ名義を使用している。
現在は両方のペンネームで作品を発行。
コロラド州デンバー大学（University of Denver）卒業。
現在は、ワシントン州タコマに在住。

## 著作リスト
- ファーシーアの一族　The Farseer Trilogy（創元推理文庫, 鍛治靖子訳）
  - 騎士（シヴァルリ）の息子（上下巻, 2004）　Assassin's Apprentice (1995)
  - 帝王（リーガル）の陰謀（上下巻, 2005）　Royal Assassin (1996)
  - 真実（ヴェリティ）の帰還（上下巻, 2006）　Assassin's Quest (1997)
- Liveship Traders Trilogy
  - Ship of Magic (1998)
  - The Mad Ship (1999)
  - Ship of Destiny (2000)
- 道化の使命　The Tawny Man Trilogy（創元推理文庫, 鍛治靖子訳, 「ファーシーアの一族」続編）
  - 黄金の狩人（1-3巻, 2010）　Fool's Errand (2001)
  - 仮面の貴族（1-3巻, 2012）　Golden Fool (2003)
  - 白の予言者（1-4巻, 2015）　Fool's Fate (2004)
- Soldier Son Trilogy
  - Shaman's Crossing (2005)
  - Forest Mage (2006)
  - Renegade's Magic(2007)
- The Rain Wild Chronicles
  - Dragon Keeper (2009)
  - Dragon Haven (2010)